# در برتشين عليا
در برتشين عليا (بالفارسية: درپرچین علیا) هي قرية تقع في قسم ميلانلو الريفي (مقاطعة إسفراين) في إيران. يقدر عدد سكانها بـ 25 نسمة بحسب إحصاء 2016.